# Bedia Muvahhit
Bedia Muvahhit (née Emine Bedia Şekip ; 1896 – 20 janvier 1994) est une actrice de films et de théâtre turque. C'est une des premières actrices musulmanes en Turquie ; elle a fait ses débuts en 1923.

## Enfance
Muvahhit naît en 1896 à Kadıköy, un district de Constantinople, dans l'Empire ottoman. Son père, Şekip Bey, est avocat, et sa mère se prénomme Refika. Muvahhit commence son éducation à l'école Saint-Antoine à Büyükada et au collège Kadıköy Terakki. Elle entre ensuite au lycée lycée Notre-Dame de Sion de Constantinople. Elle parle couramment français et grec,.
Elle est employée en 1914 comme demoiselle du téléphone pour une compagnie de téléphonie d'État à Constantinople et devient l'une des premières musulmanes à travailler pour le secteur public dans l'Empire ottoman. À la suite d'une campagne d'un nouveau journal et d'une association défendant les droits des femmes, l'administration des postes décide de remplacer les opératrices du téléphone, qui étaient alors des jeunes femmes parlant plusieurs langues étrangères, par des chrétiens et des juifs avec un fort accent turc.

## Carrière d'actrice
En 1917, elle fait son entrée dans l'industrie du film turc, avec un rôle mineur dans le film Pençe. En 1921, elle commence à travailler comme professeure de langue française au lycée pour filles de Kókkina. Pendant ce temps, elle rencontre le comédien Ahmet Refet Muvahhit, alors qu'elle lui demande un autographe après une pièce de théâtre. Le couple se marie en 1923. De ce mariage, Bedia Muvahhit a un fils, Şuayip Sina Arbel (1922-1991). En 1923, Bedia Muvahhit démissionne de son poste de professeure, et se consacre à sa carrière d'actrice. Elle joue avec succès au cinéma et sur scène. Cependant, son conjoint Ahmet Muvahhit meurt en 1927[réf. nécessaire].
En 1923, peu de temps après son mariage avec l'acteur Ahmet Muvahhit, le réalisateur Muhsin Ertuğrul, un ami du couple, s'apprête à tourner un film basé sur le roman Ateşten Gömlek (La Fille de Smyrne) de la dramaturge Halide Edib Adıvar (1884-1964). Cette dernière, participante à la guerre d'indépendance turque (1919-1923) et activiste pour les droits des femmes, insiste pour que le rôle principal soit joué par une femme musulmane. Muvahhit est choisie pour tourner aux côtés de Neyyire Neyir (1902-1943),.
Peu après le tournage de Ateşten Gömlek, Bedia Muvahhit est engagée au théâtre Darülbedayi à Izmir. Mustafa Kemal Atatürk demande alors à son époux de la faire jouer dans une pièce qu'il viendra venir voir, car pour lui, les femmes musulmanes doivent apparaître sur scène.
Elle apprend son texte en une journée pour jouer dans la pièce Ceza Kanunu, une adaptation faite par Ahmet Nuri Sekizinci de la pièce française de 1907, Vingt jours à l'ombre, de Pierre Veber et Maurice Hennequin. Le 31 juillet 1923, une semaine après la signature du traité de Lausanne, Bedia Muvahhit débute sur les planches sous les yeux du nouveau président turc Mustafa Kemal Atatürk, qui vient la féliciter après la pièce. Elle participe, durant sa carrière, à plus de 200 pièces de théâtre,,.
Elle épouse en 1933 Ferdi Statzer (en), un musicien autrichien, arrivé en 1932 en Turquie pour enseigner le piano classique au Conservatoire municipal d'Istanbul, et devenu compositeur et pianiste classique au Théâtre municipal de la ville, où elle joue. Son second mariage dure dix-huit ans, jusqu'à leur divorce en 1951. Elle adopte ensuite son premier nom de femme mariée comme nom de scène.
Après une carrière de plus de 50 ans, elle prend sa retraite en 1975,.

## Mort
Bedia Muvahhit meurt le 20 janvier 1994 à l'âge de 98 ans à l'hôpital universitaire d'Istanbul après un accident domestique. Elle est enterrée au cimetière d'Aşiyan, à Istanbul.

## Filmographie
- Ateşten Gömlek[6] (1923)
- İstanbul Sokaklarında (1931)
- Karım Beni Aldatırsa (1933)
- Beklenen Şarkı (1953)
- Paydos (1954)
- Yaşlı Gözler (1955)
- Son Beste (1955)
- Gülmeyen Yüzler (1955)
- Çapkınlar (1961)
- Gönül Ferman Dinlemez (1962)
- Bir Gecelik Gelin (1962)
- Belalı Torun (1962)
- Barut Fıçısı (1963)
- Genç Kızlar (1963)
- İstanbul Kaldırımları (1964)
- Kaynana Zırıltısı (1964)
- Manyaklar Köşkü (1964)
- Gençlik Rüzgarı (1964)
- Halk Çocuğu (1964)
- Anasının Kuzusu (1964)
- Gel Barışalım (1964)
- Sarı Kızla Kopuk Ahmet (1964)
- Hizmetçi Dediğin Böyle Olur (1964)
- Hep O Şarkı (1965)
- Sevinç Gözyaşları (1965)
- Bozuk Düzen (1966)
- Aşkın Gözyaşları (1966)
- Çalıkuşu (1966)
- Sokak Kızı (1966)
- O Kadın (1966)
- Sevgilim Artist Olunca (1966)
- Şoförün Kızı (1966)
- Evlat Uğruna (1967)
- Sen Benimsin (1967)
- Zehirli Hayat (1967)
- Dünyanın En Güzel Kadını (1968)
- Katip (1968)
- Ateşli Çingene (1969)
- Esmerin Tadı Sarışının Adı (1969)
- Lekeli Melek (1969)
- Son Mektup (1969)
- Tatlı Sevgilim (1969)
- Yumurcak (1970)

## Récompenses
- 1981 : Prix Atatürk pour l'Art[1]
- 1987 : Actrice de l'État de Turquie pour sa contribution à la culture turque[1],[3].
- 1988 : Golden Tulip Prize du Festival international du film d'Istanbul[1]

## Hommages
- Le Prix Théâtral Bedia Mavuhhit est remis en son honneur chaque année depuis 1995 par le théâtre municipal d'Istanbul et l'Union des femmes turques à une jeune actrice à ses débuts[4],[5].
- Posta ve Telgraf Teşkilatı sort un timbre à son effigie[1].